# 23rd Special Troops (Vereinigte Staaten)

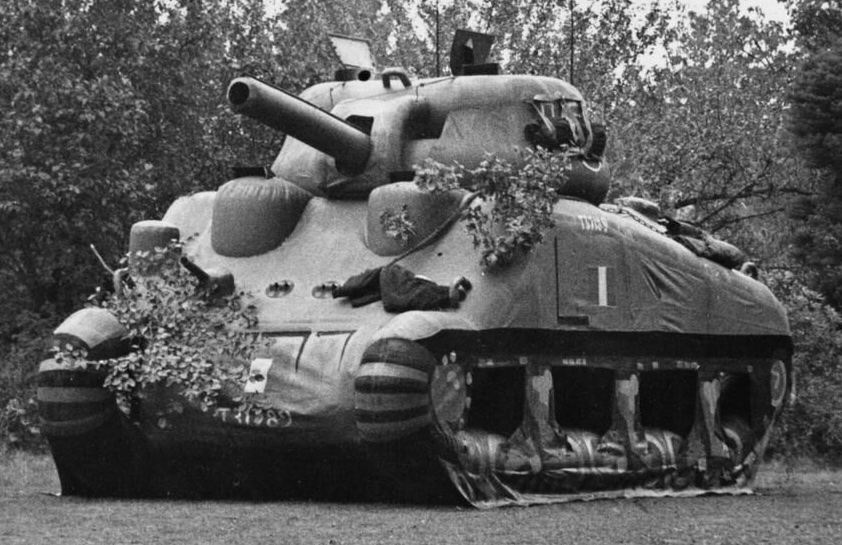
Attrappe eines Panzers des Typs M4 Sherman

Die 23rd Special Troops (auch als „23rd Headquarters, Special Troops“ bezeichnet) waren ein geheimer Militärverband der United States Army, der zur aktiven Täuschung der deutschen Wehrmacht aufgestellt wurde und ab Juni 1944 im Zweiten Weltkrieg in Europa zum Einsatz kam. Nachdem ihre Existenz noch nach dem Krieg jahrzehntelang geheim gehalten wurde, wurden sie erst ab den 2000er Jahren unter dem Namen Ghost Army („Geisterarmee“) einer breiteren Öffentlichkeit bekannt. Der Verband hatte rund 1100 Angehörige und bestand aus vier Abteilungen, die vor allem auf Täuschungsmanöver mit Hilfe falscher Funksprüche, Lautsprecher und Attrappen spezialisiert waren.

## Geschichte
Der Sonderverband 23rd Special Troops wurde im Januar 1944 auf Befehl von General Jacob L. Devers zusammengestellt, des Oberkommandierenden der US-Streitkräfte in Europa. Er stand unter Jurisdiktion der 2. US-Armee. Die vier Einheiten des intern unter dem Tarnnamen „Blarney“ geführten Verbandes hatten die folgenden offiziellen Bezeichnungen:
- 603rd Camouflage Engineer Battalion
- 406th Combat Engineer Company
- 23rd Signal Company, Special
- 3132nd Signal Service Company[4]

Der größte und bekannteste seiner Bestandteile, das 603rd Camouflage Engineer Battalion, eine auf Tarnen und Täuschen spezialisierte Einheit, in die zahlreiche Studenten von Kunst- und Architekturfakultäten sowie Mitarbeiter von Werbeagenturen als Freiwillige aufgenommen wurden, hatte bereits zuvor bestanden. Sie hatte beispielsweise den Auftrag, Gebäudekomplexe der Rüstungsindustrie durch tarnende Anstriche und Netze optisch in die Umgebung zu integrieren und so vor einer möglichen Entdeckung aus der Luft zu schützen. Mehrere Veteranen des 603rd machten nach dem Krieg in künstlerischen oder kreativen Berufen Karriere, darunter der Modeschöpfer Bill Blass und der Maler und Bildhauer Ellsworth Kelly.
Eine der in der Rückschau spektakulärsten Methoden der „Ghost Army“ war der Einsatz von aufblasbaren Attrappen wie Panzern, Jeeps und Geschützen, mit denen der Gegner über die Positionen von Gefechtseinheiten getäuscht wurde. Die ersten dieser Attrappen wurden wenige Tage nach der alliierten Landung in der Normandie eingesetzt. Ihren ersten Gefechtseinsatz hatte die fast ausschließlich mit Attrappen ausgerüstete Truppe Anfang Juli 1944 mit rund 400 Soldaten in einem Wald bei Cerisy-la-Forêt, als sie die Position einer heimlich abgezogenen Panzerdivision übernahm, um deren fortgesetzte Anwesenheit vorzutäuschen.
Eine weitere Untereinheit der 23rd war die 3132nd Signal Service Company, in der zunächst Tontechniker und Experten für Soundeffekte mit moderner Aufnahme- und Wiedergabetechnik experimentierten. Dabei wurden spezielle Aufnahmen von typischen Geräuschen von Kriegsgerät und Truppenbewegungen zu Soundcollagen gemischt, die über Lautsprecherwagen verbreitet wurden, um die Existenz großer Truppenverbände und entsprechender Aktivitäten vorzutäuschen. Eine weitere Untereinheit war die Signal Company, Special (früherer Name: 244th Signal Operations Company), eine Funkertruppe, die auf die Täuschung durch die Verbreitung von falschen Funksprüchen spezialisiert war. Die unter anderem im Wüstenkampf trainierte Unterstützungseinheit 406th Combat Engineer Company diente der Sicherheit der übrigen Spezialisten und war für schwierige Bauarbeiten im Gelände zuständig, für die sie über Planierraupen und anderes schweres Gerät verfügte. Ihren ersten gemeinsamen Einsatz hatten die verschiedenen Truppenteile der Ghost Army bei der Schlacht um die nordwestfranzösische Hafenfestung Brest im August 1944.
Bis zu ihrem letzten Kriegseinsatz zur Unterstützung der Rheinüberquerung der US-Invasionstruppen bei Viersen im März 1945 (Operation Grenade) führte die 23rd Special Troops 21 Operationen durch. In der Regel täuschte die Ghost Army dabei die Anwesenheit einer tatsächlich existierenden Militäreinheit vor, die zum jeweiligen Zeitpunkt anderswo im Einsatz war. Unter Verwendung der verschiedenen Täuschungsmittel konnten die rund 1.100 Soldaten eine Truppe von bis zu 30.000 simulieren. Über ihren Erfolg gibt es kaum gesicherte Daten und auseinandergehende Einschätzungen. Der Dokumentarfilmer Rick Beyer, der sich von 2005 bis 2012 dem Thema Ghost Army widmete, fand bei seinen Recherchen keinen Hinweis, dass der Wehrmacht die Existenz der Geheimarmee bekannt gewesen wäre.
In den letzten Kriegstagen bekamen die Angehörigen der 23rd Wachdienstaufgaben in Übergangslagern für „Displaced Persons“ in der Gegend um Trier übertragen. Im Juli 1945 kehrte die Truppe in die Vereinigten Staaten zurück und sollte auf den Einsatz im Pazifikkrieg vorbereitet werden, zu dem es nach den Atombombenabwürfen auf Hiroshima und Nagasaki jedoch nicht mehr kam. Im September 1945 wurde die Einheit aufgelöst. Die Geheimhaltung der offiziellen Militärakten, in denen die Aktivitäten der Einheit dokumentiert sind, wurde erst 1996 aufgehoben.
Am 1. Februar 2022 verlieh der US-Kongress der Einheit die Congressional Gold Medal, eine der höchsten zivilen Auszeichnungen der Vereinigten Staaten, in Ehrung ihrer „einzigartigen und höchst ausgezeichneten Leistungen“.

## Dokumentarfilm
- Rick Beyer: Ghost Army. (USA, 2012, 60 Minuten)
  - dt. Fernsehfassung: Operation Geisterarmee – Täuschungsmanöver im Zweiten Weltkrieg. (2014, 44 Minuten, auf YouTube verfügbar)